# Klaus Badelt
 (mars 2012).
Si vous disposez d'ouvrages ou d'articles de référence ou si vous connaissez des sites web de qualité traitant du thème abordé ici, merci de compléter l'article en donnant les références utiles à sa vérifiabilité et en les liant à la section « Notes et références ».
Klaus Badelt, né le 12 juin 1967 à Francfort-sur-le-Main, est un compositeur, producteur et arrangeur de musique de film allemand. Il est connu pour ses collaborations avec Hans Zimmer, l'aidant à écrire les musiques de dizaines de films acclamés par la critique, dont La Ligne rouge, Le Prince d'Egypte, et Gladiator. Indépendamment, il est connu aussi  pour son travail sur des films à succès hollywoodiens tels que Pirates des Caraïbes : La Malédiction du Black Pearl, Equilibrium, K-19 : Le Piège des profondeurs, Basic, et TMNT : Les Tortues Ninja, et pour son travail dans le cinéma français et chinois ainsi qu'un certain nombre de films de Werner Herzog.

## Biographie

### Les débuts
Il a commencé sa carrière musicale en 1998 par la création de musiques pour des publicités anglaises puis de bandes originales pour des films, qui par la suite eurent un succès notable, dans son pays natal. En 1998, le compositeur est invité par Hans Zimmer (nommé à l'Oscar de la meilleure musique de film) pour travailler à ses côtés, dans son studio, à Santa Monica. Dès lors, Klaus Badelt travailla sur de nombreux films tels que La Machine à explorer le temps, K-19 : Le Piège des profondeurs ) ou encore Basic de John McTiernan. Il travaillera également aux côtés de Harry Gregson-Williams et John Powell.

### La consécration
En 2003 il compose la bande originale de Pirates des Caraïbes : La Malédiction du Black Pearl. À partir de 2008, Klaus Badelt écrit régulièrement pour le cinéma français, notamment sur les  thrillers Pour elle et À bout portant de Fred Cavayé, ainsi que Le Petit Nicolas et Astérix et Obélix : Au service de sa Majesté de Laurent Tirard.
Il a également composé la musique de L'Arnacœur (Pascal Chaumeil), L'Immortel (Richard Berry), Je n'ai rien oublié (Bruno Chiche), La Guerre des boutons (Yann Samuell), L'Ordre et la Morale (Mathieu Kassovitz), Un plan parfait (Pascal Chaumeil), Supercondriaque (Dany Boon).
En 2011, il compose les thèmes principaux du jeu vidéo MotorStorm: Apocalypse.

## Filmographie

### Cinéma

#### Années 1990
- 1998 : Der Eisbär de Til Schweiger et Granz Henman

#### Années 2000
- 2001 : The Pledge de Sean Penn (cocompositeur avec Hans Zimmer)
- 2001 : Invincible de Werner Herzog (cocompositeur avec Hans Zimmer)
- 2001 : Extreme Days d'Eric Hannah
- 2002 : Teknolust de Lynn Hershman-Leeson
- 2002 : La Machine à explorer le temps (The Time Machine) de Simon Wells
- 2002 : K-19 : Le Piège des profondeurs (K-19: The Widowmaker) de Kathryn Bigelow
- 2002 : Equilibrium de Kurt Wimmer
- 2003 : La Recrue (The Recruit) de Roger Donaldson
- 2003 : Ned Kelly de Gregor Jordan
- 2003 : Basic de John McTiernan
- 2003 : Manfast de Tara Judelle
- 2003 : Espion mais pas trop ! (The In-Laws) d'Andrew Fleming
- 2003 : Pirates des Caraïbes : La Malédiction du Black Pearl (Pirates of the Caribbean: The Curse of the Black Pearl) de Gore Verbinski
- 2003 : Beat the Drum de David Hickson
- 2004 : Catwoman de Pitof
- 2005 : Constantine de Francis Lawrence (cocompositeur avec Brian Tyler)
- 2005 : Wu ji, la légende des cavaliers du vent (Wu ji) de Chen Kaige
- 2006 : 16 blocs (16 Blocks) de Richard Donner
- 2006 : Ultraviolet de Kurt Wimmer
- 2006 : Poséidon (Poseidon) de Wolfgang Petersen
- 2007 : Rescue Dawn de Werner Herzog
- 2007 : Prémonitions (Premonition) de Mennan Yapo
- 2007 : TMNT : Les Tortues Ninja (TMNT) de Kevin Munroe
- 2008 : Chasseurs de dragons de Guillaume Ivernel et Arthur Qwak
- 2008 : Starship Troopers 3 : Marauder (Starship Troopers 3: Marauder) d'Edward Neumeier
- 2008 : Pour elle de Fred Cavayé
- 2009 : Killshot de John Madden
- 2009 : Solomon Kane de Michael J. Bassett
- 2009 : Le Petit Nicolas de Laurent Tirard

#### Années 2010
- 2010 : Waking Madison de Katherine Brooks
- 2010 : L'Arnacœur de Pascal Chaumeil
- 2010 : The Extra Man de Shari Springer Berman et Robert Pulcini
- 2010 : L'Immortel de Richard Berry
- 2010 : Shanghai de Mikael Håfström
- 2010 : À bout portant de Fred Cavayé
- 2010 : L'Enfant loup (Entrelobos) de Gerardo Olivares
- 2011 : Je n'ai rien oublié de Bruno Chiche
- 2011 : Dylan Dog (Dylan Dog : Dead of Night) de Kevin Munroe
- 2011 : The Prodigies d'Antoine Charreyron
- 2011 : The Floating Shadow de Dongshuo Jia
- 2011 : Jock de Duncan MacNeillie
- 2011 : Seven Days in Utopia de Matt Russell
- 2011 : L'Ordre et la Morale de Mathieu Kassovitz
- 2011 : La Guerre des boutons de Yann Samuell
- 2012 : 30° Couleur de Lucien Jean-Baptiste
- 2012 : Shanghai Calling de Daniel Hsia
- 2012 : Astérix et Obélix : Au service de sa Majesté de Laurent Tirard
- 2012 : Un plan parfait de Pascal Chaumeil
- 2014 : Supercondriaque de Dany Boon
- 2014 : Le Père Noël de Alexandre Coffre
- 2015 : Queen of the Desert de Werner Herzog
- 2016 : Radin ! de Fred Cavayé
- 2016 : Ballerina d'Éric Summer et Éric Warin
- 2016 : The Warriors Gate de Matthias Hoene
- 2017 : Kûkai  de Chen Kaige
- 2018 : Jean-Christophe et Winnie (Christopher Robin) de Marc Forster

### Télévision

#### Téléfilms
- 2008 : À la poursuite du trésor oublié (Die Jagd nach dem Schatz der Nibelungen) de Ralf Huettner
- 2008 : Le Roi Scorpion 2 : L'avènement d'un guerrier (The Scorpion King 2 : Rise of a Warrior) de Russell Mulcahy
- 2010 : À la poursuite de la lance sacrée (Die Jagd nach der heiligen Lanze) de Florian Baxmeyer
- 2010 : Happy People: A Year in the Taiga de Dmitry Vasyukov et Werner Herzog
- 2011 : Marco W. - 247 Tage im türkischen Gefängnis d'Oliver Dommenget

#### Séries télévisées
- 1995 : Peter Strohm - Saison 4, épisode 7
- 1998 : Tatort - Épisode 393
- 2007 : Random! Cartoons - Saison 1, épisodes 19 & 24
- 2010 : Ein Haus voller Töchter
- 2010 : Tatort Internet - Schützt endlich unsere Kinder
- 2011 : Tatort Ausland - Mörderische Reise
- 2013 : Lanfeust Quest
- 2014 : Halo : Nightfall de Sergio Mimica-Gezzan

### Courts métrages
- 2005 : Kill or Be Killed de Chris R. Notarile
- 2007 : Preparing for Survival
- 2008 : Eye of the Future Pilot de Catherine Cunningham
- 2010 : The Birthday Gift de Di He & Pan Li
- 2016 : Lagaan: The Thrill of Victory de  Michael Carroll et Yas Takata
- 2016 : Lotte World Seoul: Fly Venture de Mario Kamberg

## Ludographie
- 2011 : MotorStorm: Apocalypse